# Коморские леса

Карта Коморских островов

Коморские леса — лесные массивы на четырёх главных островах архипелага — Нгазиджа (Гранд-Комор), Нзвани (Анжуан), Мвали (Мохели), остров Маорэ (Майотта (фр. Mayotte). Острова гористы (высота до 2560 м). Климат тропический, влажный и жаркий, сезон дождей с октября по апрель. Количество осадков: от 1100 до 3000 мм в год. Верхние части склонов гор покрыты густыми тропическими лесами, ниже располагаются саванны и кустарниковые заросли.
Флора и фауна схожа с островом Мадагаскар, но существует более 500 видов растений, эндемичных для Коморских Островов. Из примерно 2000 местных видов растений, в том числе 175 папоротников и 72 видов орхидей, 33 % являются эндемиками Коморских Островов.
Эндемичные виды включают 21 вид птиц, 9 видов пресмыкающихся, 2 вида летучих мышей.